# Sân vận động Lý Thuấn Thần
Sân vận động Lý Thuấn Thần (tiếng Hàn Quốc: 이순신종합운동장) là một sân vận động đa năng ở Asan, Chungcheong Nam, Hàn Quốc. Sân có sức chứa 17.376 khán giả.